# Villasrubias
Villasrubias település Spanyolországban, Salamanca tartományban. Villasrubias Robleda, Descargamaría, Santibáñez el Alto és Peñaparda községekkel határos. Lakosainak száma 236 fő (2024).

## Népesség
A település népessége az elmúlt években az alábbi módon változott:
| Lakosok száma | 349  | 297  | 274  | 259  | 227  | 303  | 281  | 271  | 252  | 236  |
|               | 2001 | 2004 | 2007 | 2009 | 2012 | 2014 | 2017 | 2019 | 2022 | 2024 |